# حوادث سلامة الأغذية في الصين

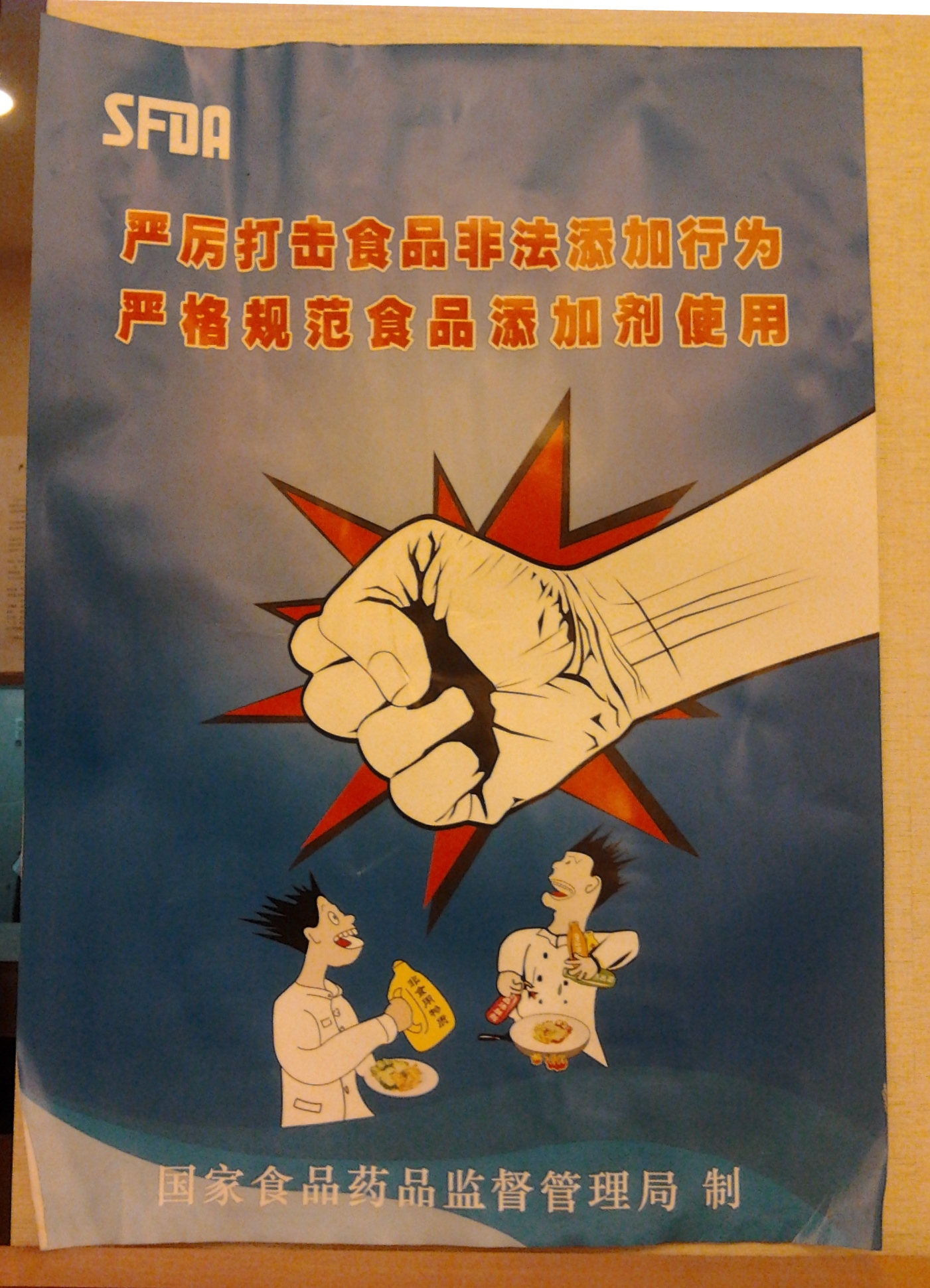
"تتخذ الهيئة العامة للغذاء والدواء إجراءات صارمة ضد المواد المضافة غير القانونية في الأغذية وتفرض تنظيمًا صارمًا على استخدامها"

حوادث سلامة الأغذية في الصين (بالإنجليزية Food safety incidents in China)- اهتمت وسائل الإعلام الدولية بالحوادث المتعلقة بسلامة الغذاء في الصين، وذلك في أعقاب الإصلاح والانفتاح في البلاد، وانضمام الصين إلى منظمة التجارة العالمية. المناطق الحضرية أصبحت أكثر وعياً بسلامة الغذاء مع ارتفاع دخلها المادي. كما أن واجبات وكالات سلامة الأغذية في الصين أصبحت كثيرة ومتداخلة.

## حوادث سلامة الغذاء في عام 2002

### المُبيِّضات الكيميائية الموجودة في الفطر
استخدم العديد من المزارعين الصينيين المبيضات الكيميائية لتحسين مظهر الفطر الأبيض الخاص بهم لمدة عشر سنوات تقريبًا، من عام 2002 إلى عام 2012م، وقد نجحت وزارة الزراعة الصينية في القضاء على هذا الاستخدام غير القانوني إلى حد كبير.

## حوادث سلامة الغذاء في عام 2003

### لحم خنزير جينهوا السام
في عام 2003م، قام العديد من صغار منتجي لحم الخنزير المقدد جينهوا (من جينهوا بولاية تشجيانغ ) بالعمل خارج الموسم، وأنتجوا لحم الخنزير المقدد خلال الأشهر الأكثر دفئًا، وعالجوا لحم الخنزير المقدد بالمبيدات الحشرية؛ وذلك لمنع تلفه، وحمايته من مهاجمة الحشرات له. حيث نُقعت لحوم الخنزير في مبيد ديكلوروفوس، وهو مبيد حشري فوسفاتي عضوي متطاير يستخدم في التعقيم بالبخار.

## حوادث سلامة الغذاء في عام 2004

### حليب أطفال مزيف
في أبريل 2004م، توفي ما لا يقل عن 13 طفلاً في مدينة فويانغ بمقاطعة آنهوي الصينية، ومن 50 إلى 60 آخرين في المناطق الريفية في آنهوي، وذلك بسبب سوء التغذية الناتج عن تناول حليب مجفف مغشوش. كما عانى ما بين 100 إلى 200 طفل آخرين في المقاطعة نفسها من سوء التغذية، ولكنهم نجوا من الموت. وألقت السلطات المحلية في فويانغ القبض على 47 شخصًا مسؤولين عن صنع وبيع تركيبة الحليب المزيفة، واكتشف المحققون حوالي 45 نوعًا من تركيبات الحليب دون المستوى المطلوب معروضة للبيع في أسواق مدينة فويانغ. وكان هناك أكثر من 141 مصنعاً مسؤولا عن إنتاج التركيبة، وقام المسؤولون الصينيون بمصادرة 2540 كيسًا من تركيبة الحليب المغشوشة بحلول منتصف أبريل من العام 2004م. وأمرت إدارة الغذاء والدواء الحكومية بإجراء تحقيق في شهر مايو من العام نفسه.
وبعد ثلاثة أيام من تناول تركيبة الحليب، عانى الأطفال مما وصفه الأطباء الصينيون بـ "مرض الرأس المتضخم"، حيث تضخمت رؤوس الأطفال، بينما أصبحت أجسادهم أنحف؛ بسبب سوء التغذية. وبعد اختبار التركيبات المزيفة، وجد أنها تحتوي على 1-6% بروتين فقط، في حين أن المتطلب الوطني من البروتين هو 10%. وقد تعهدت الحكومة بتعويض الأسر، والمساعدة في تغطية الفواتير الطبية. وقد كانت معظم الضحايا من عائلات ريفية.

### مخللات مغشوشة

مركب ديكلوروفوس

أصدرت إدارة فحص الجودة في مدينة تشنغدو، في شهر يونيو 2004م، أرقامًا تشير إلى أن حوالي 23% فقط من جميع الخضروات المخللة المنتجة في مدينة تشنغدو بمقاطعة سيتشوان الصينية، تحتوي على كمية مقبولة من المواد الكيميائية المضافة. وتبين أيضًا أن الملصقات الموجودة على الخضروات المخللة، والتي كان من المفترض أن تشير إلى المحتوى الكيميائي للمواد المضافة غير دقيقة. في مقاطعة سيتشوان، كانت المصانع تستخدم الملح الصناعي، لتخليل الخضروات، وكانت ترش المبيد الحشري ديكلوروفوسDDVP على الخضروات المخللة قبل الشحن.

### المشروبات الكحولية المزيفة
في ربيع عام 2004م، توفي أربعة رجال بسبب التسمم الكحولي في مقاطعة قوانغدونغ، وتم نقل ثمانية رجال آخرين إلى مستشفى الشعب في غوانجوعاصمة المقاطعة. وفي مايو من نفس العام، توفي "وانج فونيان Wang Funian"، و"هو شانججيان Hou Shangjian"، وكلاهما من بلدة تايهي، وذلك بعد شربهما الخمر الذي اشترياه من نفس البائع. وتوفي رجلان آخران، أحدهما عامل مهاجر، في بلدة تشونغلوتان في خونان. وقد اشتبهت السلطات في إدارة الصحة المحلية في أن مصنعي الخمور المزيفة قاموا بخلط الكحول الصناعي مع نبيذ الأرز، وأغلقوا العديد من شركات تصنيع الخمور غير المرخصة.

### صلصة الصويا المصنوعة من شعر الإنسان

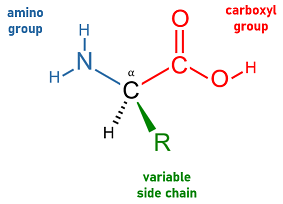
أحماض أمينية

بدأت القصص والحكايات تنتشر في الصحافة حول صلصة الصويا الرخيصة المصنوعة من شعر الإنسان. حيث صُنٍعت هذه الصلصات في الصين باستخدام عملية استخلاص الأحماض الأمينية الكيميائية المشابهة لصلصات الصويا المحللة صناعياً، وتم تصديرها بهدوء إلى دول أخرى. كشف تقرير استقصائي تم بثه على التلفزيون الصيني عن مصادر الشعر الملوثة والغير صحية:
عند السؤال عن كيفية إنتاج شراب (أو مسحوق) الأحماض الأمينية، أجابت الشركة المصنعة بأن المسحوق تم إنتاجه من شعر الإنسان. ونظرًا لأن الشعر البشري تم جمعه من صالونات الحلاقة والمستشفيات في جميع أنحاء البلاد، فهو غير صحي وتم اختلاطه أشياء أخري ملوثة من قبيل قطن المستشفيات، وفوط الدورة الشهرية، والحقن المستخدمة، وما إلى ذلك.
وقد حظرت الحكومة الصينية إنتاج صلصة الصويا المصنوعة من الشعر، ردًا على ذلك.

## حوادث سلامة الغذاء في عام 2005

### سودان (1)، صبغة حمراء

سودان 1

في عام 1996م، حظرت الصين على مصنعي الأغذية استخدام الصبغة الحمراء سودان (1) لتلوين منتجاتهم. وحذت الصين في ذلك حذو عدد من الدول المتقدمة الأخرى في حظر استخدام هذه الصبغة، بسبب ارتباطها بالسرطان وغيره من الآثار الصحية السلبية. وعلى الرغم من ذلك، اكتشف المسؤولون في الإدارة العامة لمراقبة الجودة والتفتيش والحجر الصحي، ومكتب الدولة للصناعة والتجارة، وإدارة الغذاء والدواء الحكومية في عام 2005م، أن مادة سودان (1) كانت تستخدم في الأغذية، في العديد من المدن الصينية الكبرى. ففي بكين مثلاً، أضافت شركة هاينز الصبغة الحمراء إلى صلصة الفلفل الحار؛ وفي قوانغدونغ وتشجيانغ وهونان وفوجيان، تم اكتشاف الصبغة الحمراء في الخضروات والمعكرونة. كما استخدمت شركة كنتاكي فرايد تشيكن (KFC) الصبغة الحمراء في مطاعمها البالغ عددها 1200 مطعم، كما احتوى الدواء في شنغهاي أيضًا على مادة سودان (1).
قبل عام 2005م، كانت الشركات في الصين تستخدم سودان (1) بصورة غير قانونية، وقد قدم المسؤولون الحكوميون سببين لعدم تطبيق الحظر الذي فُرض عام 1996م بالشكل الكاف. السبب الأول هو وجود عدد كبير جدًا من الوكالات التي تشرف على إنتاج الغذاء، مما أدى إلى خلق ثغرات وانعدام الكفاءة. السبب الثاني هو أن الجهات الحكومية لم تكن لديها الجاهزية الكافية، ولا التدريب على معدات اختبار الأغذية التي كان بإمكانها اكتشاف الصبغة في وقت مبكر. وأعلن المسؤولون أنهم سيبدأون في إصلاح نظام سلامة الغذاء على المستويين الوطني والمحلي.

## حوادث سلامة الغذاء في عام 2006

### الأدوية المزيفة

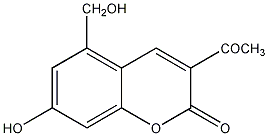
أرميلاريسين A

ذكرت إدارة الغذاء والدواء أن مسؤوليها تمكنوا من حل 14 حالة تتعلق بأدوية مزيفة، و17 حالة تتعلق بـ "حوادث صحية" في منشآت تصنيع الأدوية. كانت إحدى هذه الحوادث تتعلق بعقار أرميلاريسين Armillarisin (A) المزيف؛ حيث فارق الحياة حوالي عشرة أشخاص تم حقنهم بهذا العقار المزيف، وكان ذلك في مايو 2006م. فقد فشل مفتشو جودة الأدوية في المصنع الذي أنتج أدوية أرميلاريسين أ في ملاحظة إضافة المركب الكيمياي " غلايكول ثنائي الإيثيلين" إلى الأدوية. في يوليو 2006م، توفي ستة أشخاص وأصيب 80 آخرون بالمرض، بعد تناولهم لمضاد حيوي يحتوي في تكوينه على مطهر. وفي عام 2006م، ألغت الحكومة أيضًا "تراخيص العمل لـ 160 شركة مصنعة للأدوية، وتجار تجزئة".

### التسمم الغذائي في المدارس
وفي أول سبتمبر 2006م، أصيب أكثر من 300 طالب في مدرسة تشونجتشو الابتدائية التجريبية في مدينةتشونجتشو بمقاطعة سيتشوان بالتسمم الغذائي، بعد تناولهم لوجبة الغذاء. تم نقل حوالي 200 طالب منهم إلى المستشفى، بسبب الصداع والحمى والقيء والإسهال . وتم إغلاق المدرسة مؤقتًا لإجراء تحقيقات. وفي اليوم نفسه، أصيب أيضًا طلاب مدرسة متوسطة في إقليم لياونينغ بالتسمم الغذائي، بعد تناول وجبة العشاء في المدرسة. وأمرت وزارة التربية والتعليم بإجراء تحقيق، ويشتبه المسؤولون في أن سبب التسمم الغذائي يرجع للظروف غير الصحية في المدارس. حيث أنه لم يتم تنظيف المدارس أو تطهيرها خلال العطلة الصيفية، وربما تعود حالات التسمم إلى تعرض التلاميذ لأطعمة أو مياه شرب غير صحية عندما عادوا إلى دراستهم في سبتمبر.

### سمكة الطربوت الملوثة

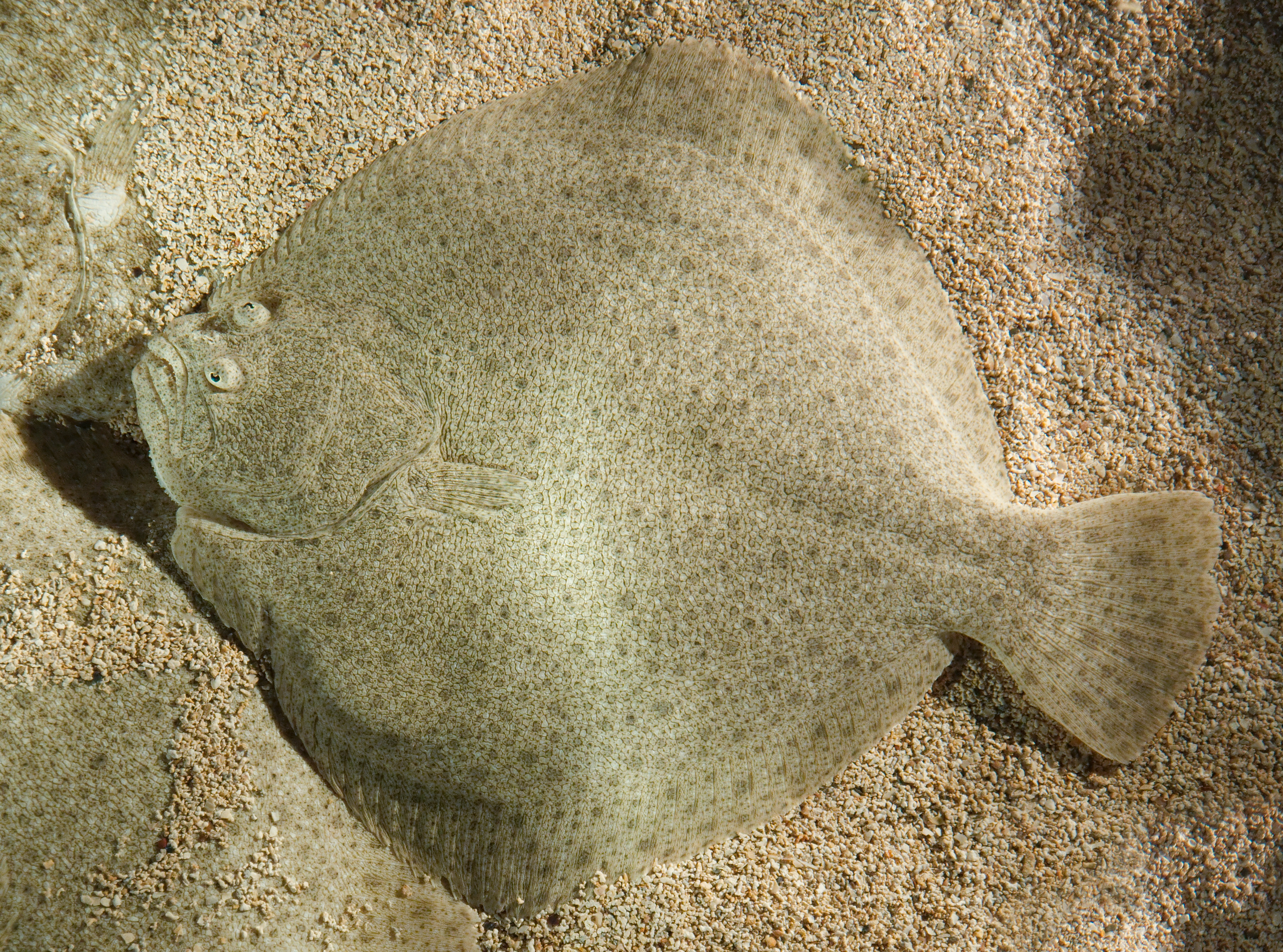
دحنانة عملاقة

في أواخر عام 2006م، اكتشف المسؤولون في شنغهاي وبكين كميات غير قانونية من المواد الكيميائية في سمك الطربوت (دحنانة عملاقة) . كما اكتشف مسؤولون من إدارة الغذاء والدواء في شنغهاي مستقلبات نتروفوران مسببة للسرطان في هذه الأسماك، كما عثرت بكين على أدوية إضافية في الاسماك، بما في ذلك "الأخضر المالاكيت malachite green) . وبدأت مدن صينية أخرى، بما في ذلك هانغتشو وتشجيانغ، في اختبار سمكة التوربوت وحظر استعمال سمك التوربوت الذي يتم شحنه من مقاطعة شاندونغ. وقد توقفت العديد من المطاعم في شنغهاي، وبكين، وهونج كونج عن شراء سمك التربوت بعد أن اكتشف المسؤولون كميات كبيرة من المضادات الحيوية غير القانونية في هذا النوع من الأسماك.

### بقايا المبيدات على الخضروات
في أوائل عام 2006م، قامت منظمة السلام الأخضر باختبار الخضروات في متجرين للبقالة في هونج كونج ، واكتشفت أن 30% فقط من العينات التي تم أخذها تحتوي على كميات مقبولة من بقايا المبيدات الحشرية. أما نسبة الــ 70% الأخري، التي فشلت في الاختبار فقد ثبت أنها تتضمن وجود مبيدات حشرية غير قانونية، مثل DDT و HCH ولندان. وأوضحت منظمة السلام الأخضر أن نحو 80% من الخضراوات في هذه المتاجر تأتي من البر الرئيسي للصين. واستكمل جون تشابل، مدير مختبر "سينوأناليتيكا" لتحليل الأغذية ومقره مدينة تشينغداو، معلومات منظمة السلام الأخضر. ولم يفاجأ بالنتائج، وأوضح أن المزارعين في الصين ليس لديهم المعرفة الكافية بالاستخدام الصحيح للمبيدات الحشرية. وعلى الرغم من أن العديد من المزارع الصينية تتحول إلى الزراعة العضوية، إلا أن استخدام المبيدات الحشرية في العديد من المناطق لا يزال يشكل نسب مرتفعة.

### لحم الحلزون المصاب

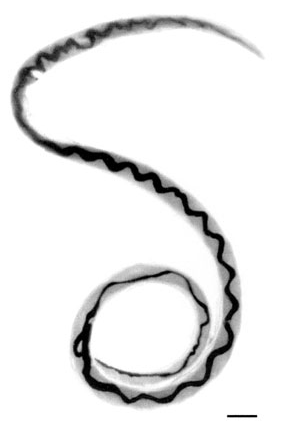
دودة إسطوانية

في يونيو ويوليو وأغسطس 2006، قدم مطعم شوجو يانيي في بكين لحم الحلزون الأمازوني النيئ، وعليه، تم تشخيص إصابة 70 من رواد المطعم بمرض التهاب السحايا. حيث يحتوي لحم الحلزون على الديدان الإسطوانية Angiostrongylus cantonensis، وهذا المرض "طفيلي يضر بالجهاز العصبي للإنسان" ويسبب الصداع والقيء وتيبس الرقبة والحمى. ولم يمت أحد بسبب تفشي مرض التهاب السحايا، ولم يعثر مكتب التفتيش الصحي لبلدية بكين على المزيد من القواقع النيئة في 2000 مطعم آخر. ومع ذلك، حظر مكتب الصحة لبلدية بكين على المطاعم تقديم القواقع النيئة أو نصف المطبوخة لروادها، وعاقب مطعم شوغو يانيي. وقد بدأ مستشفى الصداقة في بكين، والذي تم به علاج أول حالة من التهاب السحايا، برنامجًا لتثقيف الأطباء حول طرق علاج التهاب السحايا الناجم عن البكتيريا الوعائية. كما أوضح مركز قوانغتشو لمكافحة الأمراض والوقاية منها، أن حالات التهاب السحايا هذه كانت أول حالات تفشي للمرض منذ الثمانينيات من القرن العشرين.

### فطر سام
وفي ديسمبر 2006م، تم نقل ستة عشر من رواد مطعم "دايالي روست دك Dayali Roast Duck" إلى المستشفى بعد تناولهم نوعًا سامًا من فطر البوليطسboletus في بكين. وشملت أعراض التسمم بالفطر: الغثيان والقيء والدوار. وتم علاج المرضى في مستشفى بوآي، ومستشفى 307 التابع لجيش التحرير الشعبي.
وفي نوفمبرمن العام نفسه، حذرت السلطات الصينية بوزارة الصحة من ارتفاع عدد حالات التسمم بالفطر. "حيث توفى 31 شخصًا وأصيب 183، نتيجة تناول هذا الفطر السام."  وكان المسؤولون قلقين من عدم قدرة الجمهور على التفرقة بدقة بين الفطر الصالح للأكل والفطر السام.

## حوادث سلامة الغذاء في عام 2007

### الأدوية المقلدة
وفقًا لجون نيوتن من منظمة الشرطة الجنائية الدولية (الإنتربول)، فإن "الجريمة المنظمة الصينية" متورطة في العمل عبر الحدود الوطنية في صناعة تزوير المخدرات، والتي تظهر الآن في جميع أنحاء قارة إفريقيا. ونقلت قناة الصين المركزية عن مسؤول قوله إن أولئك الذين يصنعون الألبومين المزيف يحققون ربحًا بنسبة 300٪، ويساعدهم في ذلك نقص المنتج الأصلي.

### التأثيرات المسرطنة المزعومة لإعادة استخدام زيت القلي

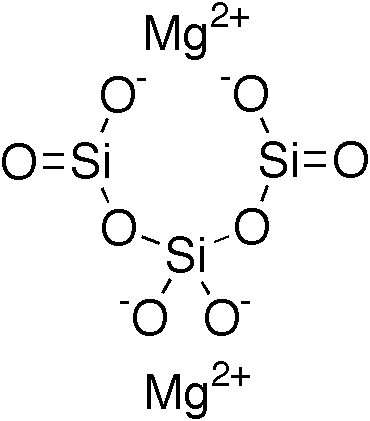
ثلاثي سيليكات المغنسيوم

في مارس 2007م، ذكرت صحيفة "إنفورميشن تايمز " ومقرها غوانغتشو، أن مطاعم كنتاكي فرايد تشيكن (KFC) في العديد من المدن في إقليم شنشى استخدمت ثلاثي سيليكات المغنيسيوم لاستخراج الشوائب من زيت القلي، الأمر الذي يسمح بإعادة استخدامه بشكل متكرر لمدة تصل إلى عشرة أيام. وقد زُعم أن إعادة استخدام زيت الطهي بشكل متكرر قد يؤدي إلى تراكم مواد ثانوية مسببة للسرطان مثل مادة الأكريلاميد. ومن جانبها دافعت شركة كنتاكي عن ممارساتها باعتبارها متوافقة مع معايير سلامة الأغذية الوطنية، وأشارت إلى أن المادة المضافة تعتبر آمنة وفقاً للمعايير الأمريكية والدولية. ومع ذلك، قام مسؤولو الصحة في شيانيانغ، ويولين، وشيآن بتفتيش منافذ كنتاكي المحلية، ومصادرة مخزونات المادة الكيميائية، وطلبت إدارة الصحة في مقاطعة شنشي، من وزارة الصحة التدخل. وبدأ المسؤولون في مدينة غوانتشو أيضًا تحقيقًا في زيوت القلي.
وقد أجرت وزارة الصحة اختبارات في ستة منافذ بيع لمطاعم كنتاكي، وقد أظهرت النتائج أن استخدامهم لمركب ثلاثي سيليكات المغنيسيوم في المرشحات المستخدمة لتنقية زيت الطهي، لم يكن له تأثيرات واضحة على الصحة.
ويستخدم ثلاثي سيليكات المغنيسيوم عادة في الأدوية مثل مضادات الحموضة، ويعتبر آمنًا على نطاق واسع، للاستهلاك البشري، دون أي ارتباط معروف بالسرطان.

### استخدام الجلوتين الملوث من القمح وبروتين الأرز في التصدير
في مايو 2007م، أكدت الإدارة العامة لمراقبة الجودة والتفتيش والحجر الصحي أن هناك شركتين محليتين قامتا بتصدير جلوتين القمح الملوث بالميلامين وبروتين الأرز المسؤول عن وفاة الكلاب والقطط في الولايات المتحدة. في أغسطس 2007م، قدمت إدارة الجودة والحجر الصحي أنظمة سحب للمنتجات الغذائية والألعاب غير الآمنة، وفي 3 ديسمبر 2007م، أمرت الصين بترميز 69 فئة من المنتجات في المصانع وسط جهود لتحسين سلامة المنتجات، ردًا على العديد من الحوادث الأخيرة، بما في ذلك: " المخاوف من البط والدجاج الذي تم إطعامه صبغة سودان (1) الحمراء المسببة للسرطان، لجعل صفار البيض أحمر، وطعام الحيوانات الأليفة المصنوع من بروتين القمح الملوث بالميلامين والذي قتل العشرات من الكلاب والقطط في الولايات المتحدة".

### مياه الصرف الصحي المستخدمة في تصنيع التوفو

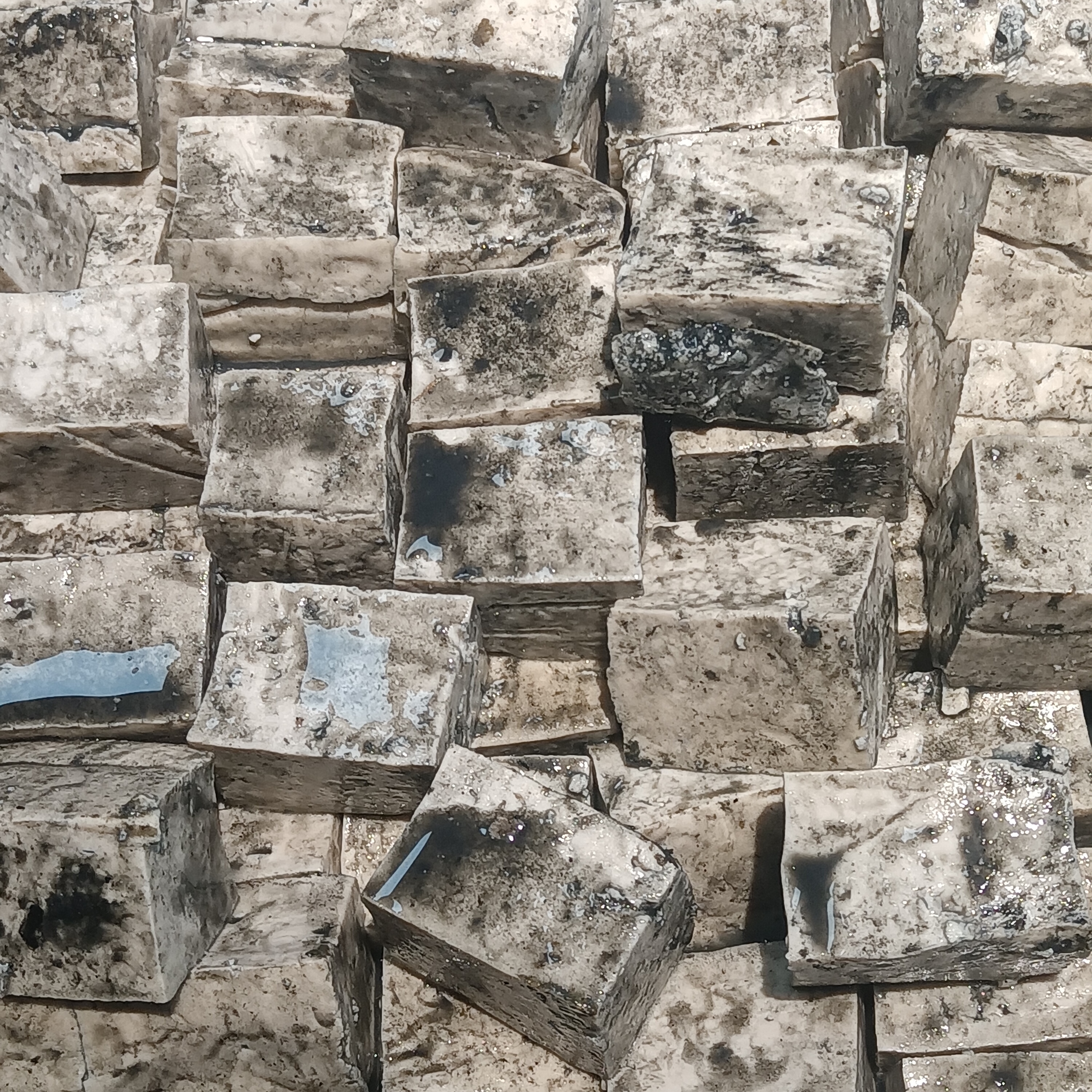
توفو ذو الرائحة الكريهة

وُجِد أن ما يقرب من مائة مصنع للتوفو ذو الرائحة الكريهة stinky tofu في مقاطعة قوانغدونغ، يستخدمون مزيجًا من مياه الصرف الصحي، والمياه القذرة، وكبريتات الحديد (II) لتسريع الإنتاج وتحسين مظهر منتجاتهم المخمرة.
ومياه الصرف الصحي الناتجة عن صناعة التوفو لها تأثيرات أيضًا على البيئة.

### خدعة الكعكة الكرتونية
خدعة الكعكة الكرتونية، عبارة عن تقرير إخباري مزور تم بثه في يوليو 2007م على قناة BTV-7 (قناة لايف ستايل) التابعة لتلفزيون بكين. أشارت بعض اللقطات في التقرير إلى أن البائعين المحليين كانوا يبيعون كعكات لحم الخنزير(باوزي)، وهي طعام إفطار شائع، مليئة بمادة مركبة من 60% من الورق المقوى المنقوع في الصودا الكاوية و40% من لحم الخنزير الدهني. صدر هذا التقرير بعد عدة حوادث حقيقية، حظيت بتغطية إعلامية كبيرة تتعلق بسلامة الأغذية في الصين، وقد حظي هذا التقرير بالتصديق على نطاق واسع وأثار غضبًا شعبيًا.

## حوادث سلامة الغذاء في عام 2008

### الزلابية (الجياوزو) الصينية الملوثة

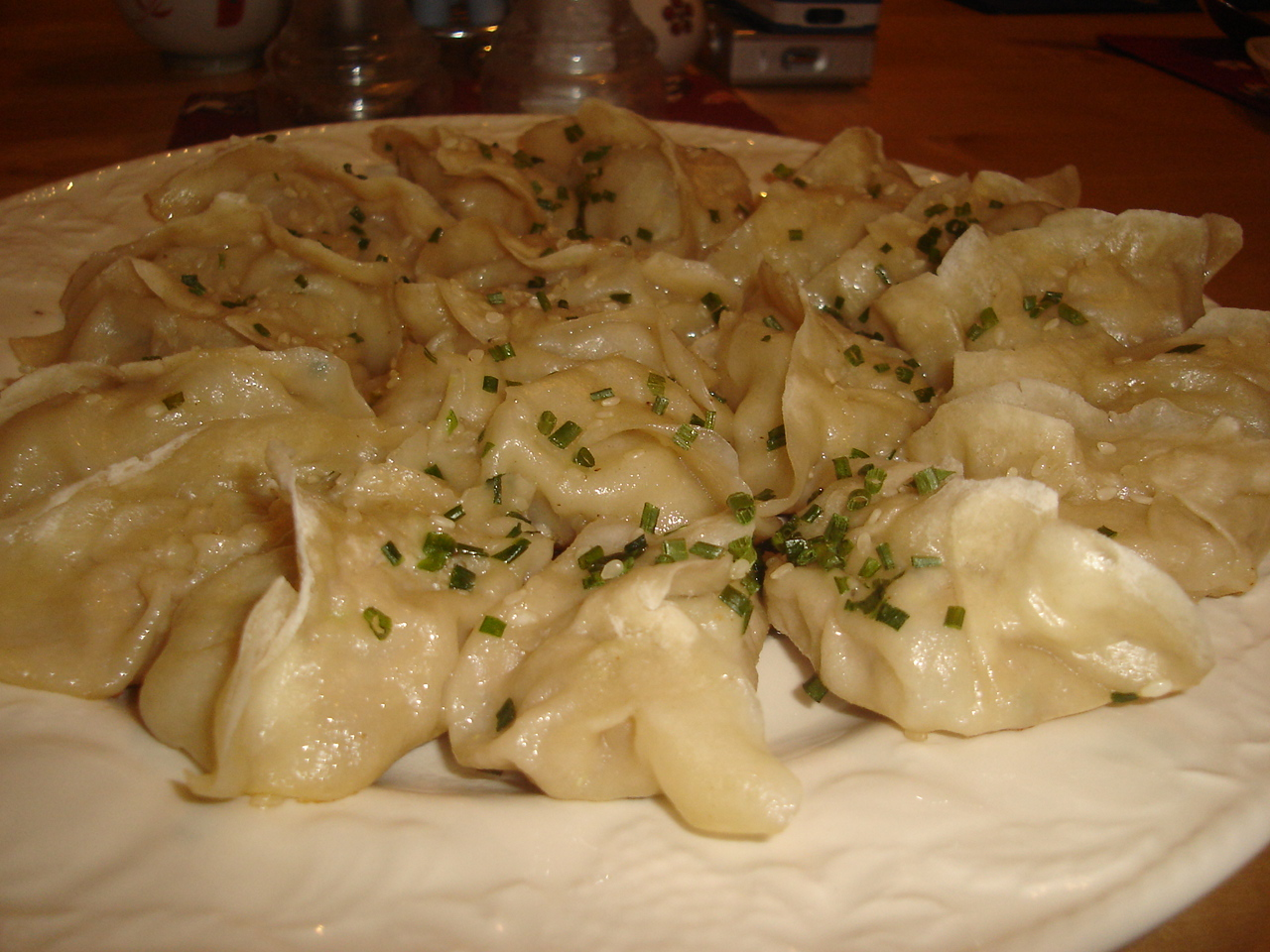
جياوزو (زلابية صينية)

في يناير 2008م، أصيب العديد من اليابانيين في محافظتي هيوغو، وتشيبا بالمرض بعد تناولهم لوجبة جياوزو (زلابية) صينية الصنع ملوثة بمبيد الحشرات ميثاميدوفوس. تم إنتاج الجياوزو من خلال مصنع تيانيانج للأغذية في مقاطعة خبي الصينية  وتم بيعها بواسطة شركة " جي تي فودزJT Foods والاتحاد التعاوني للمستهلكين اليابانيين. وذكرت وكالة كيودو للأنباء أن نحو 500 شخص اشتكوا من أعراض مثل الغثيان وآلام المعدة. وفي 5 فبراير 2008م، أعلنت إدارات شرطة محافظتي هيوغو وتشيبا أنها تتعامل مع هذه الحالات باعتبارها محاولة قتل،  وأنها شكلت فريق تحقيق مشترك.
وعندما قامت الشرطة اليابانية والسلطات المحلية الأخرى بفحص الجياوزو الذي تم سحبه من الأسواق، عثروا على مبيدات حشرية أخري غير الميثاميدوفوس، والمتمثلة في: الديكلوروفوس والباراثيون. وقد عثرت وكالة الشرطة الوطنية اليابانية على هذه السموم في عبوات مغلقة تمامًا،  وخلصت إلى أنه كان من المستحيل تقريبًا إدخال مثل هذه السموم إلى العبوات من الخارج. وقد قدموا ما توصلوا إليه من نتائج إلى وزارة الأمن العام في الصين (MPS).

ميتاميدوفوس

وقد توصلت التحقيقات المشتركة التي أجرتها الحكومتان الصينية واليابانية، إلى أن الشركة الصينية لم تكن مسؤولة عن الحادث بعد عدم العثور على أي أثار للسم في المواد الخام المستخدمة أو في المصنع. ويتعامل المسؤولون الآن مع هذه الحادثة على أنها تسممًا متعمدًا، ويجري التحقيق فيها. وفي 28 فبراير 2008م، أعلن مكتب التحقيقات الجنائية التابع لإدارة الأمن العام أن هناك احتمالات ضئيلة بأن يكون قد تم وضع الميثاميدوفوس في الجياوزو في الصين، وأعلن أن الشرطة اليابانية رفضت متطلب إدارة الأمن العام بفحص مكان الحادث والأدلة المادية وتقارير الاختبار، وعليه لم يتم تقديم المعلومات المتعلقة بالأدلة بالكامل إلى إدارة الأمن العام. وفي اليوم نفسه، زعم "هيروتو يوشيموراHiroto Yoshimura"، المفوض العام لوكالة الشرطة الوطنية اليابانية، أن السلطات اليابانية قدمت بالفعل نتائج الاختبارات والأدلة الفوتوغرافية إلى الجانب الصيني، وزعم أن جزءًا من الادعاءات الصينة "لا يمكن تجاهلها". وطلبوا من السلطات الصينية تقديم الأدلة على إدعاءاتهم.
وفي 5 أغسطس 2008م، كشفت وسائل الإعلام اليابانية أن بعض الصينيين الذين تناولوا الجياوزو الصينية، التي تم سحبها من الأسواق والتي صنعتها شركة " تيانيانغ فود Tianyang Food" أصيبوا بالمرض أيضًا بعد الحادث الذي وقع في اليابان في منتصف يونيو 2008م؛ وقد تبين مرة أخرى أن السبب كان تلوثًا بالميثاميدوفوس. ولقد نبهت الحكومة الصينية الحكومة اليابانية إلى هذه الحقيقة قبل انعقاد القمة الرابعة والثلاثين لمجموعة الثماني في يوليو 2008م. وذكرت جريدة يوميوري أن هذه الحادثة قد زادت من التشكك حول الأطعمة المنتجة في الصين.

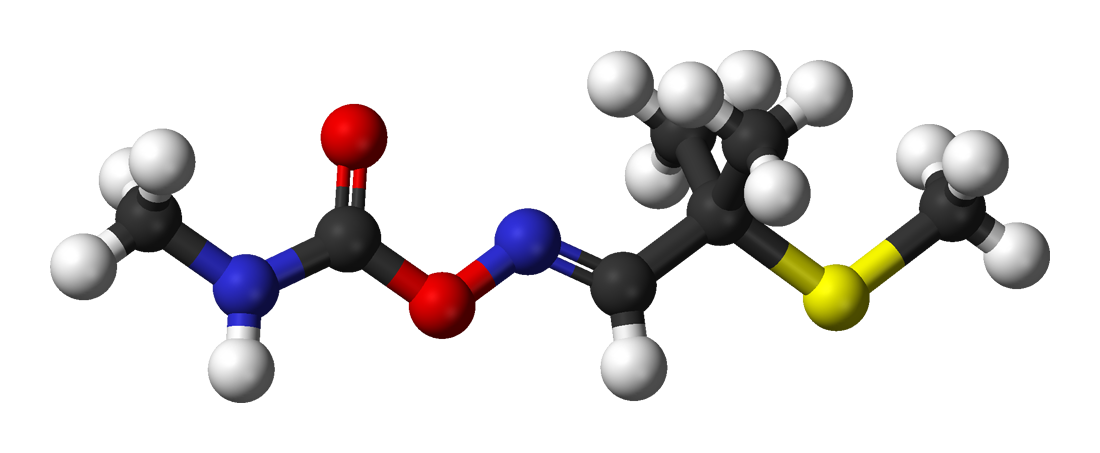
ألديكارب

### الزنجبيل المطحون الملوث
وفي يوليو 2008م، أُعلن أن سلسلة متاجر Whole Foods في الولايات المتحدة كانت تبيع الزنجبيل المجفف المنتج في الصين، والذي تم تصنيفه على أنه طعام عضوي، ولكن عند اختباره وجد أنه يحتوي على مبيد الحشرات المحظور "ألديكارب Aldicarb". وأنه تم اعتماد الزنجبيل عن طريق الخطأ على أنه عضوي من قبل شركة ضمان الجودة الدولية، والتي اعتمدت على اثنين من الجهات الصينية المعتمدة، لأن القانون الصيني، يحظر على الأجانب تفتيش المزارع الصينية.

### حليب أطفال مزيف

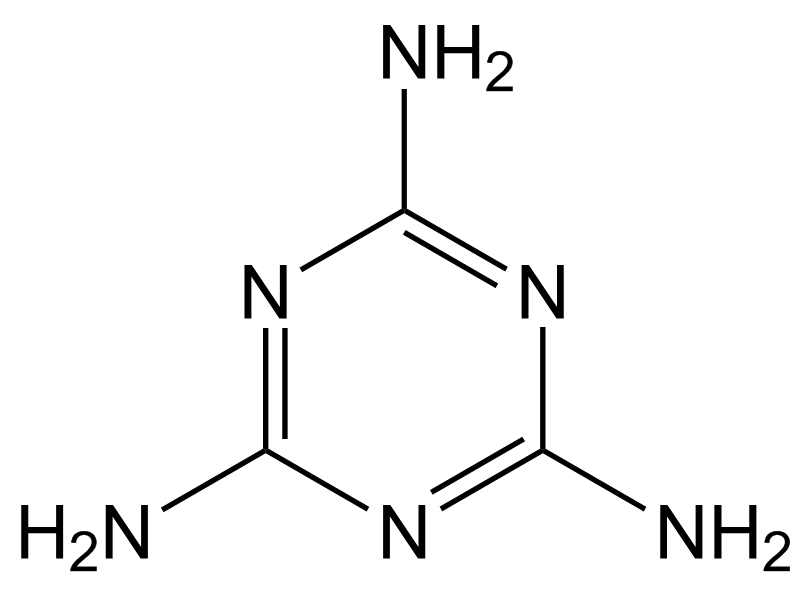
ميلامين

سبتمبر 2008م، حدث تفشِ جديد لأمراض الكلى، بسبب حليب الأطفال الملوث بمادة الميلامين. حيث تم إضافة الميلامين بطريقة متعمده؛ لخداع اختبارات الجودة المخصصة لقياس محتوى البروتين، والتي تم تنفيذها بعد حادثة عام 2004م حيث مات الأطفال بسبب سوء التغذية ،لأن الحليب كان مخففًا أكثر من اللازم. توفي ستة أطفال وأصيب 54 ألف طفل بالمرض بسبب تركيبة الحليب الملوثة بالميلامين، واحتاج 51900 طفل إلى دخول المستشفى. إن مورد الحليب هو مجموعة سانلو، وهي علامة تجارية معروفة، وعنصر رئيس في الصناعة في الصين. ويقال إن الشركة كانت على علم بالمشكلة منذ أشهر، لكنها تزعم أن الملوث جاء من موردي الحليب.

### منتجات البيض الملوثة
وفي أكتوبر 2008م، ظهرت أنباء تفيد بأن بعض منتجات البيض التي تنتجها مجموعة هانوي ملوثة أيضًا بالميلامين.

## حوادث سلامة الغذاء في عام 2009

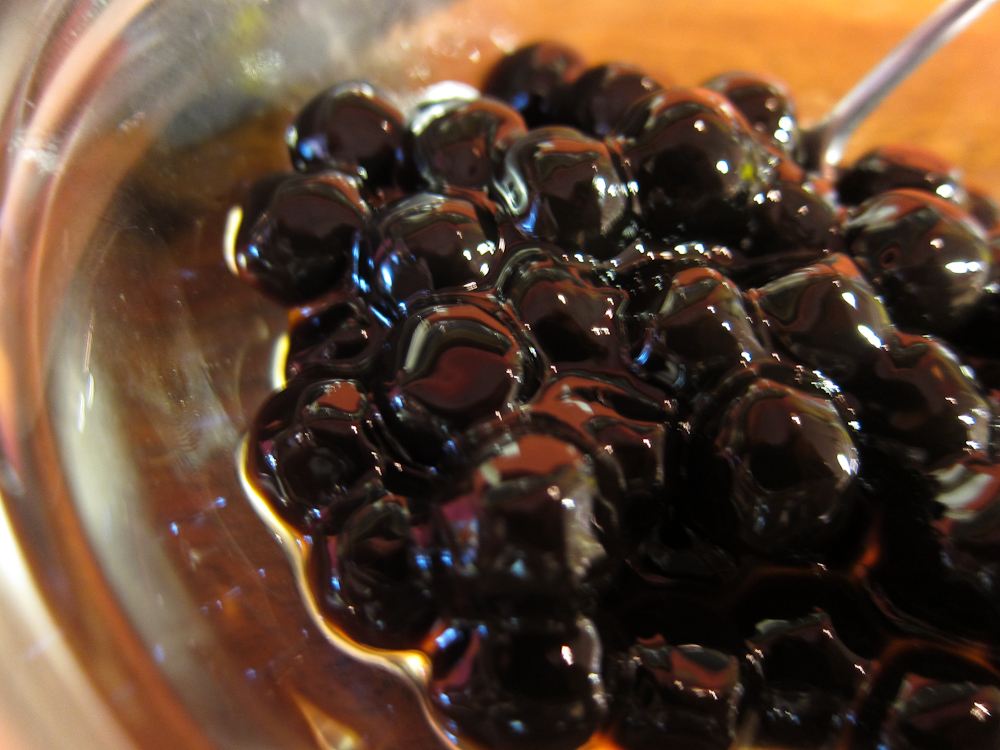
كرات التابيوكا

### لآلئ التابيوكا البلاستيكية
لقد تم غش لآلئ التابيوكا، المعروفة أيضًا باسم كرات التابيوكا، المستخدمة في شاي الفقاعات، وذلك عن طريق بوليمرات جزيئية بهدف تحسين نسيج هذه الكرات.

### المبيدات الحشرية في مانتو
تم إضافة مبيد ديكلوروفوس على المانتو (الكعك المطهو على البخار) من أجل تحسين مضغه وملمسه.

### لحم الضأن المزيف

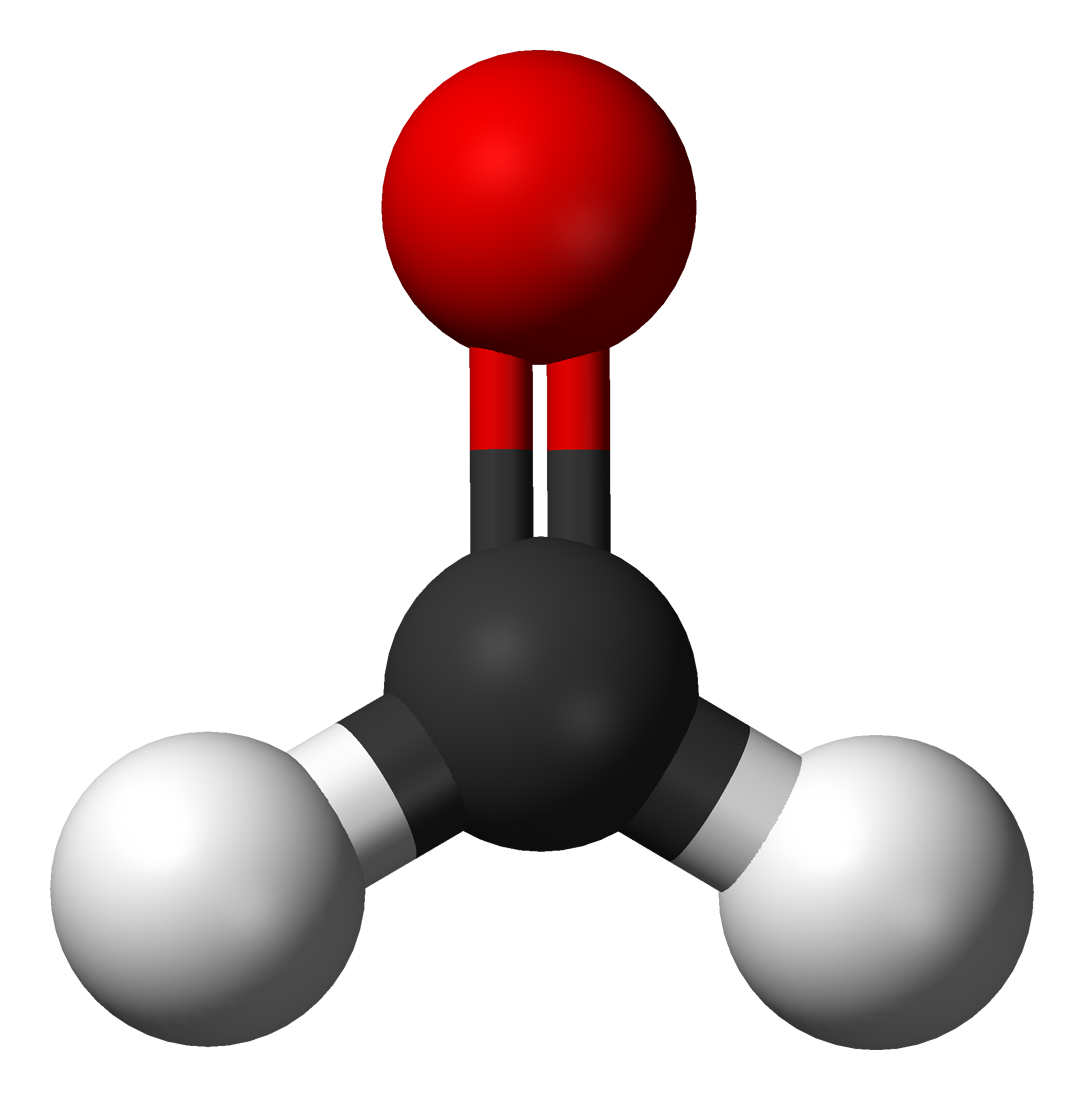
فورمالديهايد

تم ضبط بعض الشركات في مدينة تشينغداو بمقاطعة شاندونغ، تقوم بتتبيل لحم البط في بول الماعز أو الأغنام من أجل إضفاء رائحة وطعم لحم الضأن عليه. ومن ثم يتم بيع البط على أنه لحم ضأن للمستهلك.

### بودنغ الدم المخلوط بالفورمالديهايد
اكتشف المفتشون في مدينة ووهان بمقاطعة هوبي، أن معظم بودنغ دم الخنزير في الأسواق الصينية يحتوي على القليل من الدم الحقيقي، وأنه يتم تصنيعه باستخدام الفورمالديهايد (ميثانال)، ونشا الذرة والملح الصناعي، والألوان الغذائية الاصطناعية، ومجموعة متنوعة من المواد المضافة الأخرى.

## حوادث سلامة الغذاء في عام 2010

### فاصوليا خضراء مصبوغة
أغلقت شرطة مقاطعة هونان العديد من الورش السرية التي تنتج الفاصوليا الخضراء المزيفة، من خلال خلط فول الصويا مع إضافات كيميائية مختلفة.

## حوادث سلامة الغذاء في عام 2011

### المعكرونة المغشوشة
تزعم 17 شركة لتصنيع المعكرونة في مدينة دونغ غوان بمقاطعة غوانغدونغ أنهم استخدموا الحبر والأصباغ الصناعية وشمع البارافين في تصنيع المعكرونة، والمصنوعة عادة من البطاطا الحلوة من أجل خفض التكاليف.

## حوادث سلامة الغذاء في عام 2012

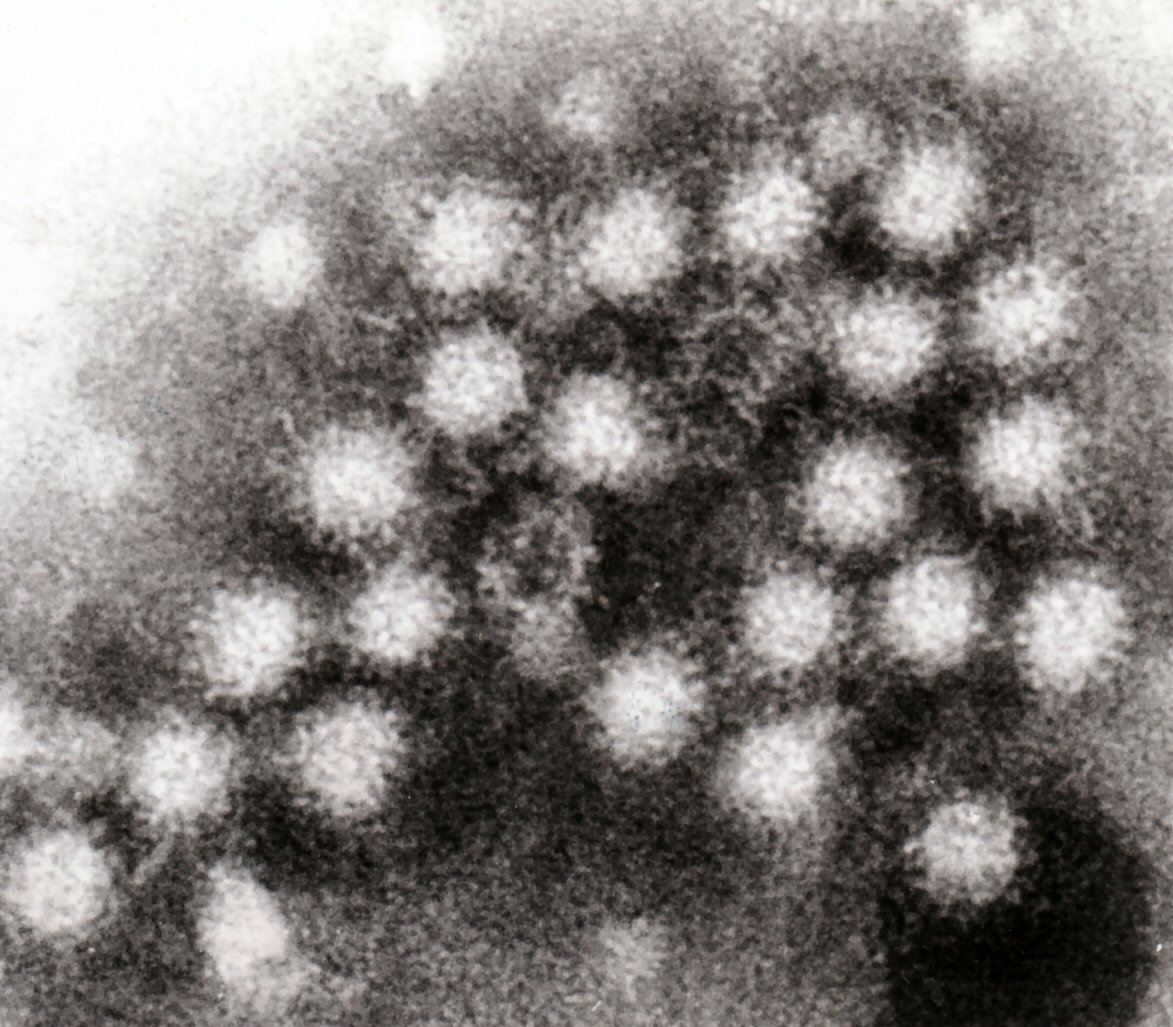
نورفيروس

### الفراولة الملوثة
في أكتوبر 2012م، تسببت الفراولة الصينية المجمدة الملوثة بفيروس "نوروفيروس" في إصابة أكثر من 11 ألف طفل في ألمانيا.

### حليب الأطفال الملوث
وفي مدينة غوانجو، أجرت السلطات اختبارات صحية على أكثر من 610 دفعة من تركيبة حليب الأطفال. وفشلت ستة عينات في اجتياز التفتيش. وردًا على ذلك، قامت شركة "هونان أفا ديري Hunan Ava Dairy" بسحب خمسة من المنتجات.

### عدم الدقة في الإبلاغ عن حوادث سلامة الغذاء
وفي نهاية عام 2012م، استخدم تقرير شامل 12 حادثة تتعلق بسلامة الغذاء، حيث تم اعتبار حادثة واحدة فقط بمثابة حادثة فعلية تتعلق بسلامة الغذاء. إن إحدى المشاكل التي تعوق فهم مشكلة سلامة الغذاء في الصين تتمثل في الفهم غير الدقيق لسلامة الغذاء وحجم المعلومات التي يتم الكشف عنها فعلياً. ويوضح التقرير أنه غالباً ما يتم الخلط بين التقارير الإخبارية وبين سلامة الغذاء. حيث أن التقارير الإخبارية لا تحدد مدى سلامة الغذاء، ولا تحدد ماهية الحقيقة. ما وجدته الدراسة ناقصأ فيما يتعلق بسلامة الغذاء هو أنها غير متسقة في الحفاظ على سلامة الغذاء في الصين. وفيما يتعلق بالمعلومات، فثمة تناقض خطير بين كيفية مشاركة المعلومات ومدى حجم المعلومات المطلوبة من قبل الجمهور. فمن بين أكبر 43 مدينة في الصين، يتم فقط الإبلاغ عن 23% من المعلومات المتعلقة بسلامة الغذاء.

## حوادث سلامة الغذاء في عام 2013

### فضيحة لحم الخنزير
في مارس 2013م، تم العثور على أكثر من 15000 خنزير ميت تطفو في نهرهوانغبو،  بسبب حملة صارمة على تجارة الخنازير غير المشروعة في تشجيانغ. وكما ذكرت صحيفة شنغهاييست، فإن تجار لحوم الخنزير المحليين يشترون اللحوم الميتة غير الصالحة للبيع، ويعالجونها في ورش عمل غير قانونية، ثم يعيدون طرح المنتجات في السوق القانونية.

### فضيحة لحم الضأن
في مايو 2013م، أصدرت وزارة الأمن العام بيانًا صحفيًا  تحذر فيه مستهلكي شنغهاي من لحوم الضأن التي قد تحتوي دون قصد على لحوم الجرذان أو الثعالب أو المنك. ووفقًا لبعض المصادر، فلحوم الضأن المزيفة وصلت أيضًا إلى سلسلة مطاعم "Little Sheep" المملوكة لشركة Yum، على الرغم من أن الشركة نفسها رفضت مثل هذه الشائعات.

### إعادة تدوير الأطعمة منتهية الصلاحية
في يونيو 2013م، أغلقت شرطة ونتشو 10 مطاحن تعمل تحت الأرض في مقاطعة كانجنان في تشجيانغ، بالإضافة إلى ضبط كميات كبيرة من المواد الكيميائية المضافة ومواد التلوين، والتي كانت تستخدم لتنظيف أفخاذ الدجاج وأجنحته منتهية الصلاحية، وكذلك لحوم البط وؤوسه قبل إعادة بيعها للجمهور.

### لحم بقري مزيف
وفي سبتمبر 2013م، ووفقًا لصحيفة JRJ  وصحيفة Shanghaiist  ، تم إغلاق ستة ورش عمل بالقرب من مدينة شيآن بمقاطعة شنشي، كانت تنتج لحوم البقر المزيفة، من خلال خلط لحم الخنزير مع مواد كيميائية، مثل شمع البارافين والأملاح الصناعية.

### فضيحة لحم القطط
في أكتوبر 2013م، تم بيع لحوم القطط، التي تم ذبحها في مسلخ "أسود" في مدينة هوايان بالقرب من شنغهاي، إلى الجزارين والأسواق المحلية على أنها لحوم "أرانب". وتم الاحتفاظ ببعض القطط على قيد الحياة وشحنها إلى المقاطعات الجنوبية (غوانغدونغ وقوانغشي) حيث تم بيعها بحوالي 10 يوان (1 جنيه إسترليني) لكل حيوان.

## حوادث سلامة الغذاء في عام 2014

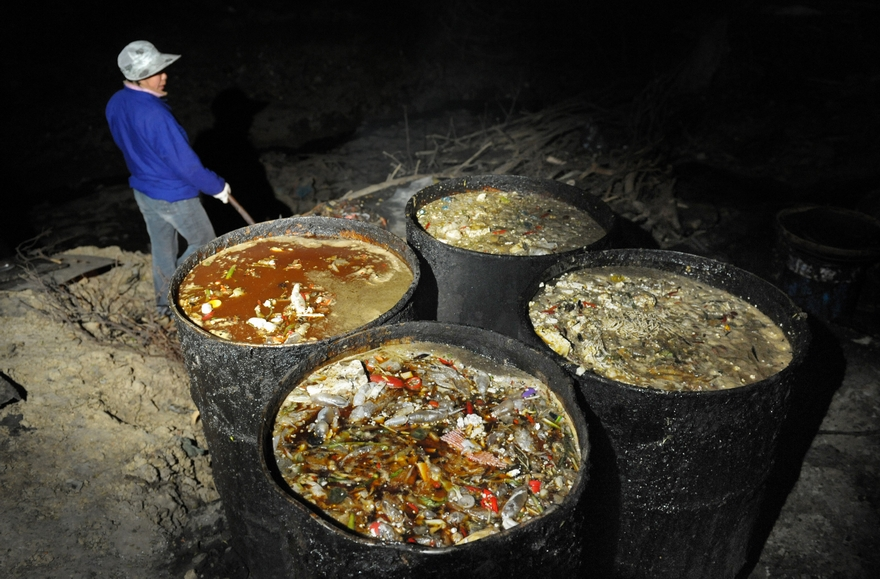
مخلفات الطعام التي تستخدم أحيانًا لإنتاج زيت المجاري

### فضيحة تشو تشوانفينج
زيت المجاري هو مصطلح يستخدم في الصين لوصف زيت الطهي غير المشروع، الذي تم استخدامه بالفعل، ثم تتم معالجته عن طريق التنظيف والترشيح لإعادة بيعه بوصفه بديل أرخص من زيت الطهي العادي. مصادر هذا الزيت تكمن في: مقالي المطاعم، ومجاري الصرف الصحي، والزيوت المتبقية أو المستعملة التي تبيعها المطاعم. تستخدم النسخة الأحدث من زيت المجاري أجزاء الحيوانات المهملة، والدهون الحيوانية، والأعضاء الداخلية، واللحوم منتهية الصلاحية أو ذات الجودة المنخفضة، والتي يتم طهيها بعد ذلك في أحواض كبيرة من أجل استخراج الزيت.
في يناير 2014م، حُكم على تشو تشوانفينج بالإعدام، وحُكم على شقيقيه تشو تشوانكينجZhu Chuanqing، وتشو تشوانبوZhu Chuanbo بالسجن مدى الحياة بتهمة بيع زيت المجاري.

### لحوم منتهية الصلاحية تباع لماركات عالمية

شعار شركة يم!

قامت شركة شنغهاي هوسي للأغذية المحدودة بتوريد منتجات تحتوي على لحوم منتهية الصلاحية إلى ماكدونالدز، وكنتاكي، وبيتزا هت، وستاربكس، وبرجر كينج. وقد تم بيع هذه المنتجات في العديد من البلدان بما في ذلك اليابان.
اعتذرت شركة يم! الشركة الأم لبيتزاهت، وكنتاكي، للعملاء الصينيين بعد الكشف عن الفضيحة. وكانت شركة شنغهاي هوسي للأغذية المحدودة ومقرها الصين، شركة تابعة لـ "أو أس آي جروبOSI Group" ومقرها الولايات المتحدة.
واضطرت الشركة في يوليو 2014م إلى الإغلاق بعد أن بثت قناة دراجون التلفزيونية المحلية مجموعة من المشاهد لعمال مصنع الشركة وهم يلتقطون اللحوم مثل فطائر الهامبرغر من على أرضة المصنع ويرمونها مباشرة في خلاطات اللحوم، ويتعاملون مع الدواجن ولحوم البقر على خط التجميع بأيديهم العارية. وأظهرت اللقطات أيضًا مياه الصرف الصحي والقمامة المنتشرة في كافة أنحاء أرضية المصنع. كما تم إخفاء اللحوم منتهية الصلاحية، التي وصفها العمال بـ«كريهة الرائحة»، في الغالب من خلال خلطها مع لحوم غير منتهية الصلاحية.

### فورمالديهايد سلفوكسيلات الصوديوم (CH3NaO3S)
تناول مقطع فيديو يدور حول أكثر 10 مواد سامة شيوعًا في الأطعمة والوجبات الخفيفة الصينية، ومنها استخدام المادة المسرطنة، فورمالديهايد سلفوكسيلات الصوديوم ( CH3NaO3S )، في تبييض الطعام. ووفقًا للفيديو، فقد تم اعتماد هذه الممارسة على نطاق واسع من قبل صناعة الأغذية الصينية غير المنظمة إلى حد كبير. ومن خلال الفيديو، وجد أن جميع العينات الـ12 المأخوذة من أكشاك الوجبات الخفيفة في ميانجينج في بكين تحتوي على فورمالديهيد الصوديوم CH 3 NaO 3 S. الفطر،  والتوفو، والميانجينج (منتج نشوي صيني)، والميكسيان (المعكرونة المصنوعة من الأرز بشكل أساسي)، والشعيرية، والدقيق، كانوا من بين الأطعمة التي تحتوي على مواد ملوثة. كما تم العثور على منتجات الفاصوليا والنشويات ملوثة بـالمادة المسرطنة CH 3 NaO 3 S.

### حساء القدر الساخن المزيف
مقطع فيديو صنعه مختص تغذية صيني، أصبح شائعًا على الإنترنت، حيث يُظهر المقطع طريقة شائعة الاستخدام لتحويل الماء المغلي إلى "حساء لحم خنزير عالي الجودة". من خلال إضافة إيثيل مالتول، وراتنج الفلفل الحلو، وريبونوكليوتيد ثنائي الصوديوم إلى الماء المغلي، وبعدها يصبح حساء لحم الخنزير المزيف جاهزًا للتقديم في غضون 20 ثانية. وبعد أن تعمق المحققون في البحث، تبين للعامة أن العديد من طهاة مطاعم الأطباق الساخنة تلقوا برامج تدريبية في الصين وافقت على ممارسة الاحتيال من أجل خفض التكلفة. كما عثر المحققون على أدوية مضادة للملاريا أيضًا في الحساء، بهدف لتغطية على الآثار الجانبية للحوم الفاسدة.
وفي الفيديو نفسه، أظهرت أخصائية تغذية أيضًا طريقة شائعة لصنع "كرات اللحم البقري من مسحوق الفاصوليا عن طريق إضافة بيروفوسفات الصوديوم (Na4P2O7·10H2O ) وثلاثي فوسفات الصوديوم ( Na5P3O10 ).

## حوادث سلامة الغذاء في عام 2015

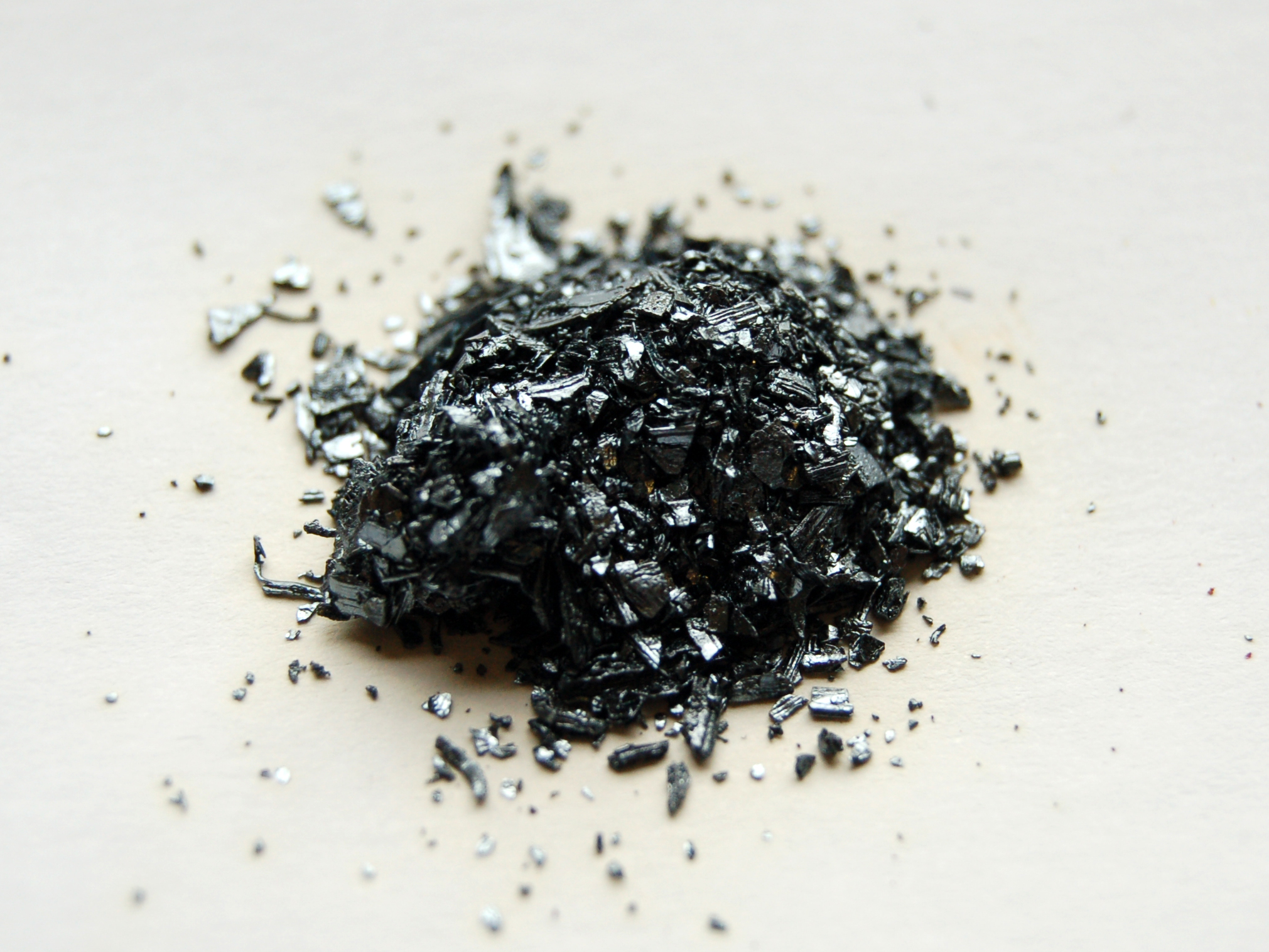
اليود

### الهجمة على الملح بقيمة 20 مليون يوان صيني
في حملة واسعة النطاق، صادرت الشرطة الصينية 20 مليون يوان صيني. حيث تم القبض على 22 شخصًا بعد قيامهم ببيع الملح الصناعي على أنه "ملح بكين مع اليود". وبعد فحص الملح تبين أنه لا يحتوي على اليود. ومع ذلك، كان هناك النتريت في أكياس الملح. وأجرت الشرطة مداهمات في مدن ومقاطعات مثل بكين، وتيانجين، وهوبي، وهونان، وشاندونغ، وجيانغسو، وآنهوي. وكشفت التحقيقات في وقت لاحق أن الملح الصناعي ظهر لأول مرة في بكين وتم نقله إلى مقاطعات أخرى بواسطة سائقي الشاحنات لمسافات طويلة. اشترى المجرمون كميات كبيرة من الملح الصناعي، وقاموا بتقسيمها إلى أجزاء صغيرة جدًا، وبيعها في أكياس صغيرة مقابل 2 يوان. وبما أن الملح الصناعي لا يحتوي على اليود، فإن استهلاكه يؤدي إلى نقص اليود، فضلاً عن تلف الجهاز العصبي. وتعتقد الشرطة أن ما يزيد عن 22 ألف طن من الملح تم بيعها من قبل هذه المجموعة.

### سحب حليب الأطفال الملوث من الأسواق
أثناء عملية تفتيش روتينية، اكتشفت السلطات الصينية أن سبع دفعات من حليب الماعز فشلت في تلبية معايير السلامة. واكتشفت السلطات وجود النترات والسيلينيوم في الحليب. وكانت الشركات الثلاث التي فشلت في اجتياز التفتيش هي شركة "شنشي فيهي جوانشان للألبان المحدودة"، وشركة "شيان فيهي جوانشان للألبان المحدودة"، وشركة "شنشي شينغتانغ كونلونج للألبان المحدودة". تحتوي إحدى العينات على كمية من النترات تزيد بعشر مرات عن المعيار الوطني للسلامة الذي حددته إدارة الغذاء والدواء الصينية. وردًا على الاختبار الفاشل، أمرت إدارة الغذاء والدواء الصينية الشركات الثلاث بوقف الإنتاج وسحب أي حليب تم بيعه.

## حوادث سلامة الغذاء في عام 2016

### 500 ألف انتهاك لسلامة الغذاء في تقرير إدارة الغذاء والدواء الصينية
كانت هناك 500 ألف حالة انتهاك لسلامة الأغذية في الصين خلال الأرباع الثلاثة الأولى من عام 2016. وفي تقرير قدمه بي جينج تشيوان، كان هناك أكثر من 15 مليون عملية تفتيش لسلامة الأغذية أجرتها إدارة الغذاء والدواء الصينية. وتشمل انتهاكات الصحة العامة، الإعلان الكاذب عن الأغذية، وبيع الأطعمة والمشروبات الملوثة، واستخدام المواد المقلدة في إنتاج الأغذية والمشروبات. وشملت الحوادث البارزة لانتهاكات سلامة الأغذية، استخدام الجيلاتين الصناعي والملح. وفي حين قال بي جينج تشيوان إن الصين تحرز تقدماً في مجال سلامة الأغذية، إلا أنه يرى أن مشاكل سلامة الأغذية في الصين لا تزال "متجذرة".

## حوادث سلامة الغذاء في عام 2017

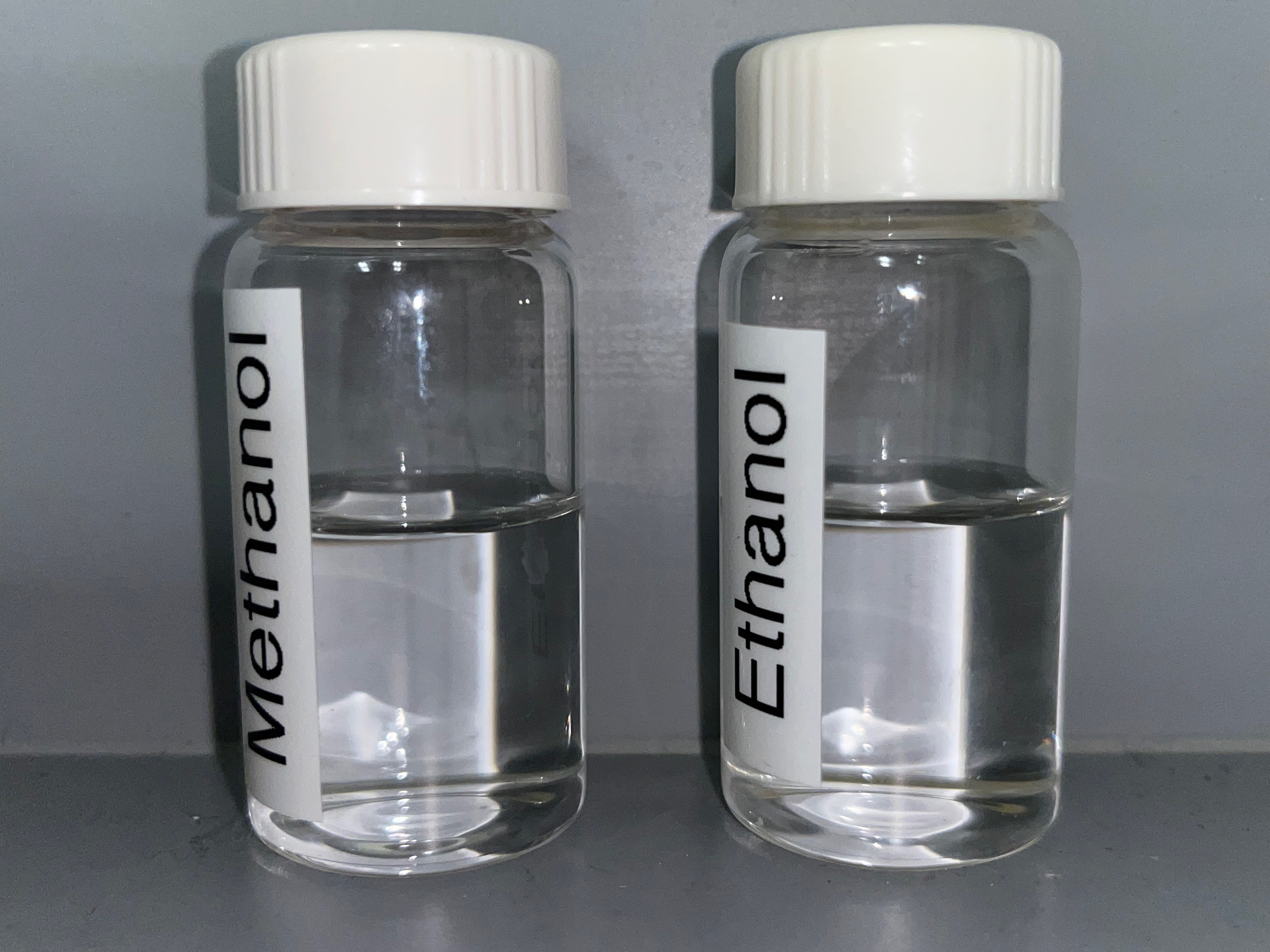
الميثانول

### كحول مزيف
وفي نوفمبر 2017م، تعرض 13 شخصًا للتسمم بسبب شرب الميثانول المصنف على أنه كحول. تم إغلاق Muse Bar في شنتشن، وتم اعتقال أربعة أشخاص لبيعهم الكحول المزيف السام. وهذا مثال شائع على الممارسة واسعة النطاق المتمثلة في تصنيف المشروبات الرخيصة أو السامة على أنها كحول ذو علامة تجارية في الصين.

### زيت مصنوع من جثث الخنازير المتعفنة
وفي يوليو 2017م، كشف بعض الصحفيين عن مصفاة زيت كانت تنتج الزيت من جثث الخنازير المتعفنة. وكانت الرائحة الكريهة التي أطلقها المصنع سيئة للغاية، لدرجة أن القرويين المجاورين لم يتمكنوا حتى من فتح نوافذهم ليلاً.

## حوادث سلامة الغذاء في عام 2019

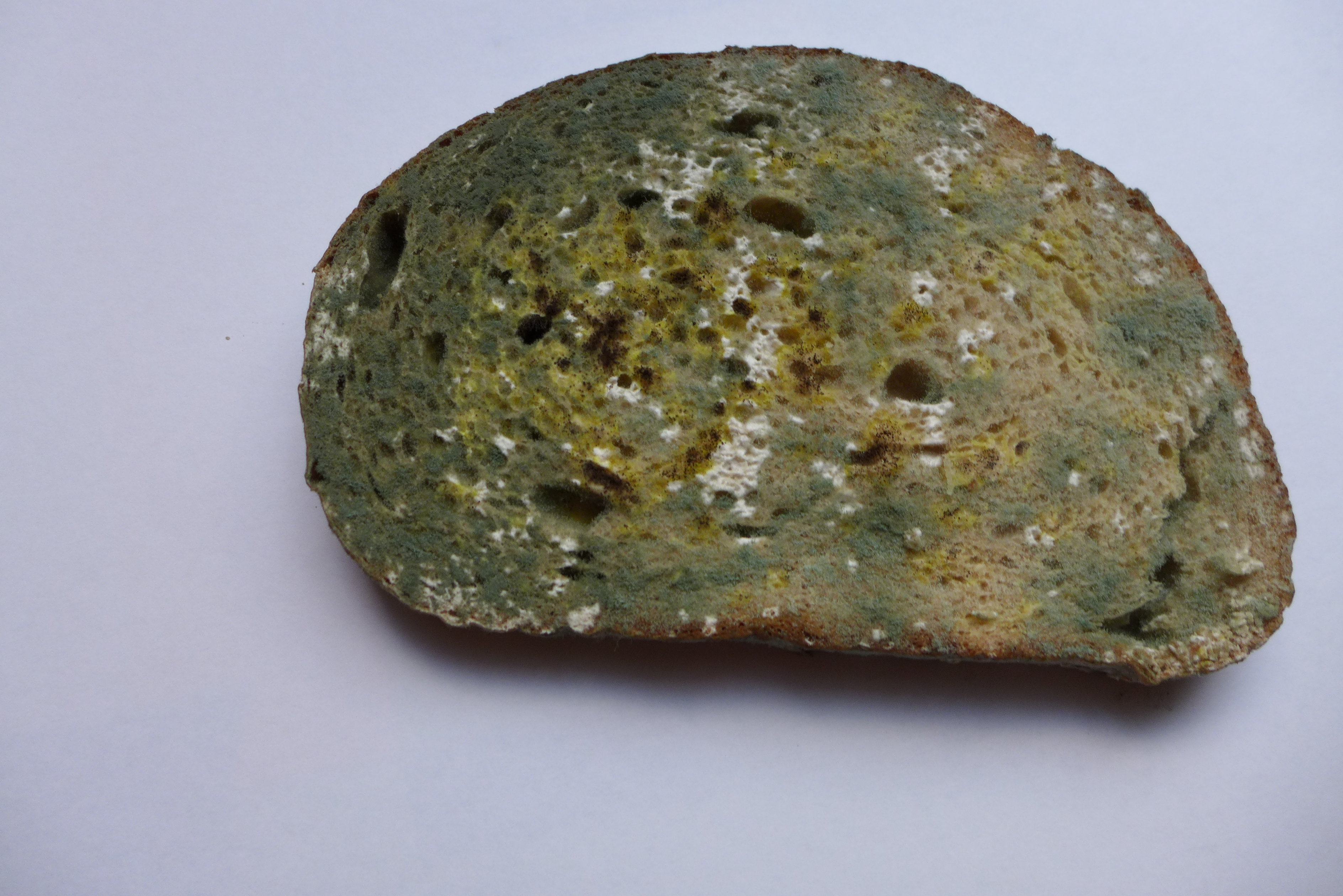
خبز متعفن

### طعام متعفن في مدرسة ثانوية
كتشف أولياء أمور طلاب في أرقى المدارس الصينية في تشنغدو طعامًا متعفنًا في المقصف. حيث ذهبت مجموعة من أولياء الأمور، الذين تمت دعوتهم لحضور حفل زراعة الأشجار، إلى المقصف ووجدوا خبزًا متعفنًا ولحومًا متعفنة ومأكولات بحرية. وغضبًا مما رأوه، قاموا بالنشر على وسائل التواصل الاجتماعي. وهددت شرطة تشنغدو باعتقال أولياء الأمور بسبب تحدثهم علناً لأنهم "يثيروا اضطراباً". وفي أعقاب الحادث، اعتذرت المدرسة لأولياء الأمور، وقالت إنهم سيختارون موردًا مختلفًا. ذهب ستة وثلاثون طفلاً إلى المستشفى لإجراء فحوصات طبية، لكن تم طردهم جميعًا.

## حوادث سلامة الغذاء في عام 2020

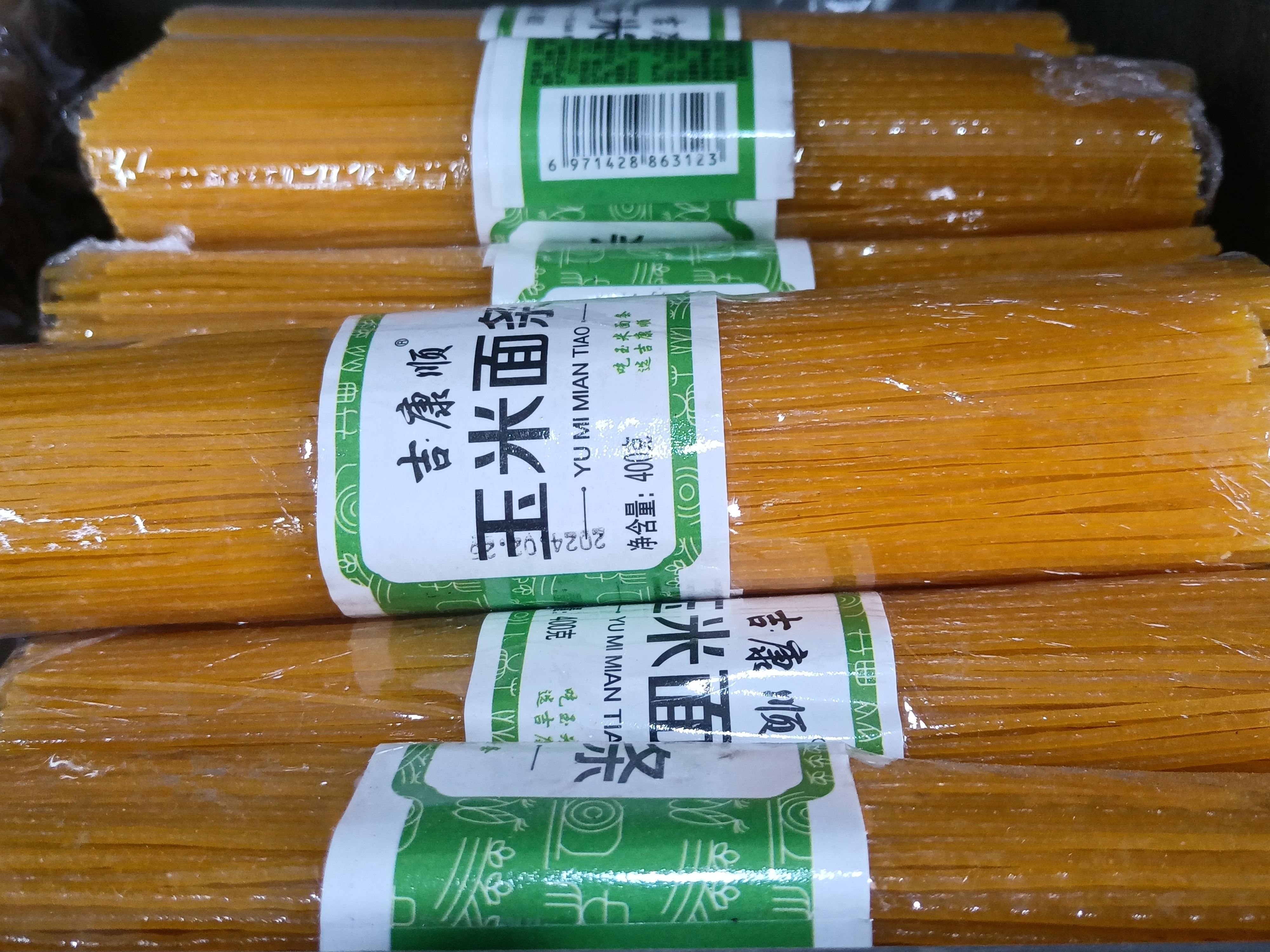
نودلز الذرة

### نودلز الذرة المخمرة
وفي مدينة جيشي، الواقعة في هيلونغجيانغ، توفي تسعة أشخاص بعد تناول نودلز الذرة المخمرة. في 5 أكتوبر، كان هتاك 12 فردًا من عائلة واحدة يتناولون نودلز الذرة، وهو طبق شائع في المقاطعة. وامتنع ثلاثة من امنهم عن تناول الطبق، بسبب طعمه الغريب. وفي غضون ساعات من تناول الطبق، بدأ الأعضاء الذين تناولوا الطبق يصابون بالمرض ثم ماتوا فيما بعد. وذكرت تقارير لاحقة أنهم ماتوا بسبب حمض بونجكريك. يقول الخبراء أنه عند التسمم بحمض بونجكريك، يصل معدل الوفيات بين الضحايا من 40 إلى 100%. تشمل الأعراض التعرق وآلام المعدة والغيبوبة وحتى الموت. وفي التحقيقات اللاحقة، تبين أن النودلز المخمرة كانت في الثلاجة لأكثر من عام. ورداً على هذه الوفيات، حذرت لجنة الصحة الوطنية الصينية مواطنيها من تحضير الطعام باستخدام الدقيق المخمر والأرز.

### يانسون نجمي
في سبتمبر 2020م، في منطقة إنتاج الينسون النجمي الرئيسية في ناننينغ بمقاطعة قوانغشي، كان استخدام التبخير بالكبريت للحفاظ على الينسون النجمي "سرًا عامًا". وأظهرت الاختبارات أن بقايا ثاني أكسيد الكبريت في الينسون النجمي في السوق تجاوزت المعيار الوطني بمقدار 16 مرة.

## حوادث سلامة الغذاء في عام 2022

### لحم الخنزير المغشوش يباع على أنه لحم بقري معالج
في مارس 2022م، استخدم زوجان في هوايان بمقاطعة جيانغسو لحم الخنزير كمادة خام، ونقعاه في نتريت الصوديوم، وقاما بتلوينه بالإريثروزين، ومعالجته وتحويله إلى لحم معالج نصف جاهز، وبيعه على أنه لحم بقري، وكسبا أكثر من 800 ألف يوان. وقد تجاوز محتوى النتريت في لحم الخنزير الذي باعوه المعيار الوطني بمقدار 7 مرات.

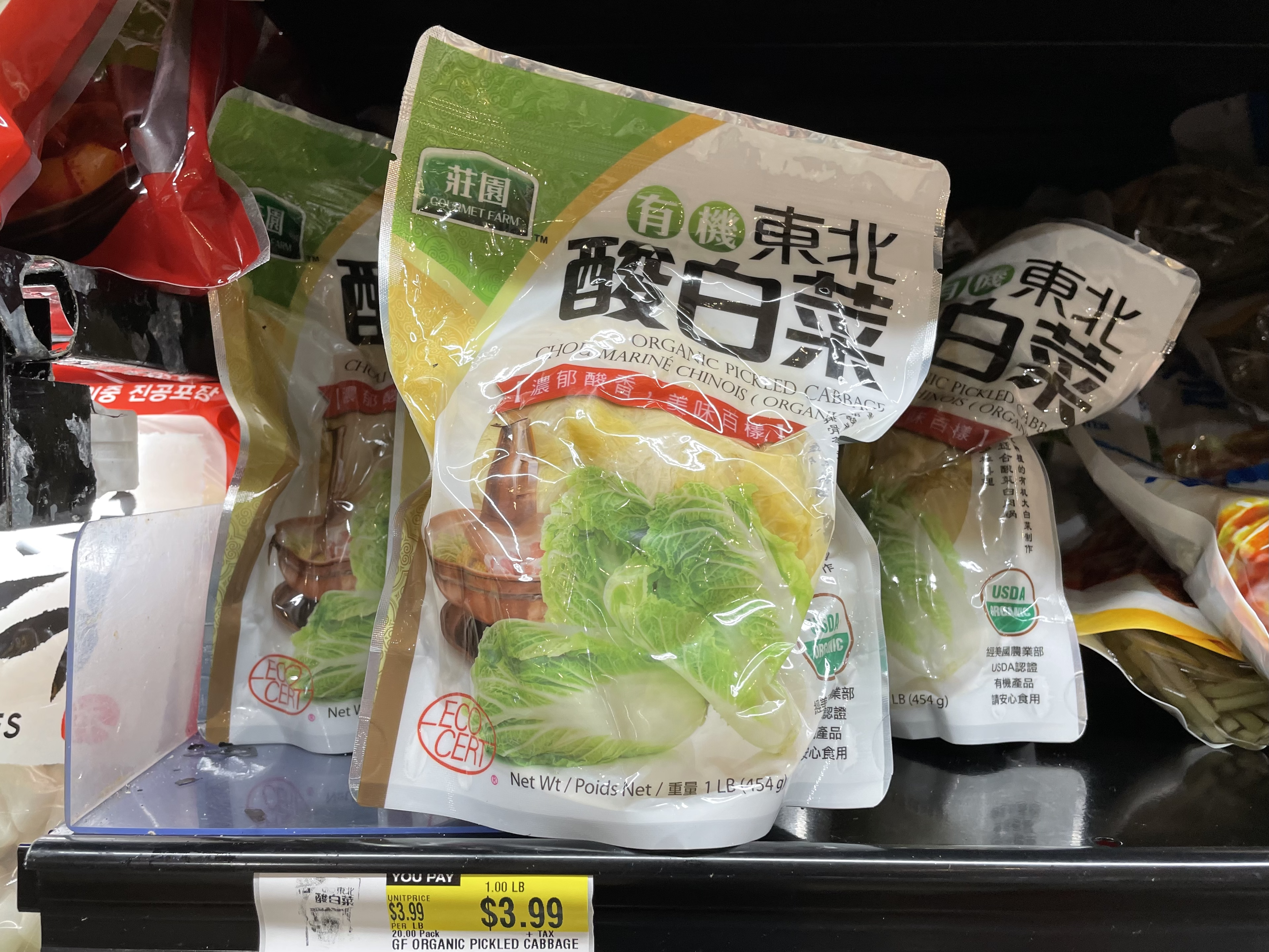
مخلل الملفوف

### مخلل الملفوف
في مارس أيضًا من العام نفسه، تم الكشف عن صناعة الخضروات في Hunan Chaqi، لتزويدها مخلل الملفوف دون المستوى المطلوب إلى شركة كانغشفيو (مستر كانغ)، وهي علامة تجارية شهيرة للمعكرونة سريعة التحضير، وغيرها من العلامات التجارية الكبرى في صناعة المواد الغذائية. بدلاً من تخميره عبر العملية التقليدية في أوعية زجاجية في منشأة حديثة كما هو معلن، خضع مخلل الملفوف لعملية تخمير سريعة لمدة سبعة أيام في حفر ترابية على الأرض بالقرب من مزارع الملفوف. كما ورد أن العمال كانوا يدوسون على الخضروات حفاة القدمين ويرمون أعقاب السجائر في الحفر. وقد تجاوز عدد البكتيريا في مخلل الملفوف المعيار الوطني المحدد، وكذلك المواد الحافظة، التي لم تمنع المخللات من الفساد والتحول إلى اللون الأسود في أقل من شهرين. قامت شركة مستر كانغ بسحب المكرونة سريعة التحضير من السوق، ونفت شركة KFC والشركات الأخرى المذكورة على الموقع الإلكتروني للمورد أي ارتباط لها.

## حوادث سلامة الغذاء في عام 2023

### رأس فأر في وجبة المدرسة
تم العثور على رأس فأر سليم إلى حد كبير، ويمكن التعرف عليه بسهولة في وجبة مدرسية في مدينة نانتشانغ. وقد تراجعت السلطات الصينية عن تأكيدات رسمية سابقة، والتي أكدت من خلالها أن ما تم العثور عليه كان مجرد رقبة بطة، حيث انتشرت أدلة الفيديو على الفضيحة بسرعة على وسائل التواصل الاجتماعي.

## حوادث سلامة الغذاء في عام 2024

### زيت الطهيالمنقول في خزانات كيميائية
استخدمت شركتان صينيتان شاحنات وقود، بغرض نقل الزيوت الصالحة للأكل دون أن يقوموا بأية عملية تنظيف بين الحمولات.